# Lycosa skeeti
Lycosa skeeti là một loài nhện trong họ Lycosidae.
Loài này thuộc chi Lycosa. Lycosa skeeti được Pulleine miêu tả năm 1922.